# Руда Любицька
Руда Любицька (пол. Ruda Lubycka) — колонія у Польщі, розташоване в Люблінському воєводстві Томашовського повіту, ґміни Любича-Королівська.

## Історія
1-5 липня 1947 року під час операції «Вісла» польська армія виселила зі села на приєднані до Польщі північно-західні терени 80 українців. У селі залишилося 4 поляки.